# Emil Gigas
Emil Leopold Gigas (født 23. august 1849 i København, død 8. september 1931) var en dansk litteraturhistoriker. 
Efter at være bleven student i 1868 begyndte Gigas at studere klassisk filologi, men han opgav snart de gamle sprog for de nyere og dyrkede samtidig med stor iver musik, kunsthistorie og æstetik. I 1876 absolverede han magisterkonferens i fransk og italiensk. I 1883 disputerede Gigas for den filosofiske doktorgrad og blev samme år ansat som assistent ved det store Kongelige Bibliotek. Han blev i 1907 udnævnt til bibliotekar og tog sin afsked i 1915. Gigas redigerede de to første årgange af bibliotekets Katalog over Erhvervelser af nyere udenlandsk Litteratur ved Statens offentlige Biblioteker og udgav Katalog over det kgl. Biblioteks Haandskrifter vedrørende Norden, særlig Danmark (1903—15). Foruden sin doktordisputats, Grev Bernardino de Rebolledo, spansk Gesandt i København 1648—59, har han besørget en fortrinlig udgave af en samling breve, der opbevares på det Kongelige Bibliotek, Lettres inédites de divers savants de la fin du XVIIe et du commencement du XVIIIe siècle (1890—93). I øvrigt har han udfoldet en omfattende litterær virksomhed, har virket som musikanmelder ved Fædrelandet og Dagbladet (1875—83) og desuden i forskellige tidsskrifter udgivet en lang række, til dels komparative studier, i almindelighed vedrørende de romanske landes, særlig Spaniens, litteratur. Endelig har han også oversat en samling afhandlinger af musikkritikeren Hanslick. Af hans øvrige litterære arbejder skal nævnes: Litteratur og Historie. Studier og Essays (3 bind, 1898—1902), Briefe Samuel Pufendorfs an Christian Thomasius (München og Leipzig 1897), Spanien omkr. 1789. Efter D.G. Moldenhawers Rejsedagbøger (1904) samt oversættelser fra spansk: Juan de Valdés, Merkur og Charon (1904), Bernal Díaz del Castillo, Mexikos Erobring (1906—09), Udvalg af spansk Lyrik fra 16. og 17. Aarhundrede i oversættelse (1912), og Udvalgte Skuespil af Lope de Vega (2 bind, 1917—18).